# Nicolas Bunge
Pour les articles homonymes, voir Bunge.
Nicolas Kristianovitch Bunge (en russe : Николай Христианович Бунге), né le 23 novembre 1823 à Kiev et mort le 15 juin 1895 à Tsarskoïe Selo, est un homme politique russe, économiste et académicien ; il fut ministre des Finances du 6 mai 1881 au 31 décembre 1886 et président du Conseil des ministres de 1887 à 1895.

## Biographie
Sous le règne d'Alexandre III de Russie, Nicolas Bunge fut le principal architecte du capitalisme. Il fut un éminent économiste, un homme d'État et membre de l'Académie des sciences de Saint-Pétersbourg. Il enseigna à l'université de Kiev dont il fut le doyen de 1859 à 1880, date à laquelle il fut appelé à Saint-Pétersbourg.

### Carrière politique
Nicolas Bunge fut adjoint du ministre des Finances, puis, le 6 mai 1881, il fut nommé à ce poste. En 1885, il fut nommé président du Conseil des ministres, position gouvernementale la plus élevée en Russie impériale.

### Réformes entreprises par Nicolas Bunge
Nicolas Bunge entreprit un certain nombre de réformes afin de moderniser l'économie russe. Il consolida le système bancaire de l'Empire et fonda la Banque foncière paysanne (1883) qui permit aux paysans russes d'acquérir des terres. Il introduisit d'importantes modifications en matière de droit fiscal qui contribuèrent à réduire le poids du fardeau fiscal pesant sur les paysans. La taxe fut abolie et remplacée par l'impôt sur la succession. 
Nicolas Bunge fut favorable à une politique industrielle protectionniste. Il favorisa le développement du réseau ferroviaire russe et créa la première législation du travail russe. Certaines lois visèrent à réglementer le travail en limitant les journées de travail des femmes et des enfants et à introduire l'interdiction du travail de nuit dans les industries textiles. Pour l'application de cette législation, il créa un groupe d'inspecteurs du travail.